# Helmut Zobl

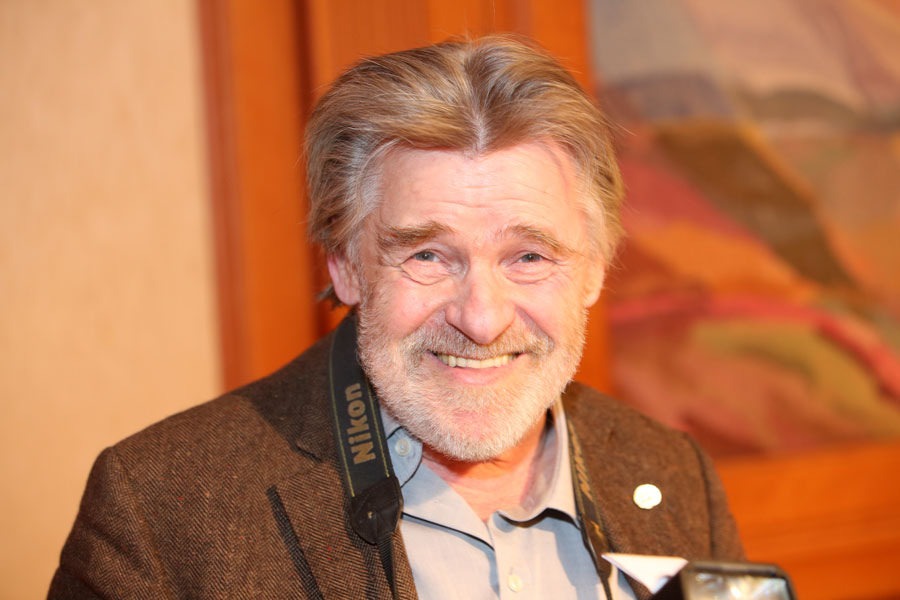
Helmut Zobl (2015)

Helmut Zobl (* 6. Mai 1941 in Schwarzach im Pongau) ist ein österreichischer bildender Künstler, der hauptsächlich Bedeutung als Medailleur hat.

## Leben

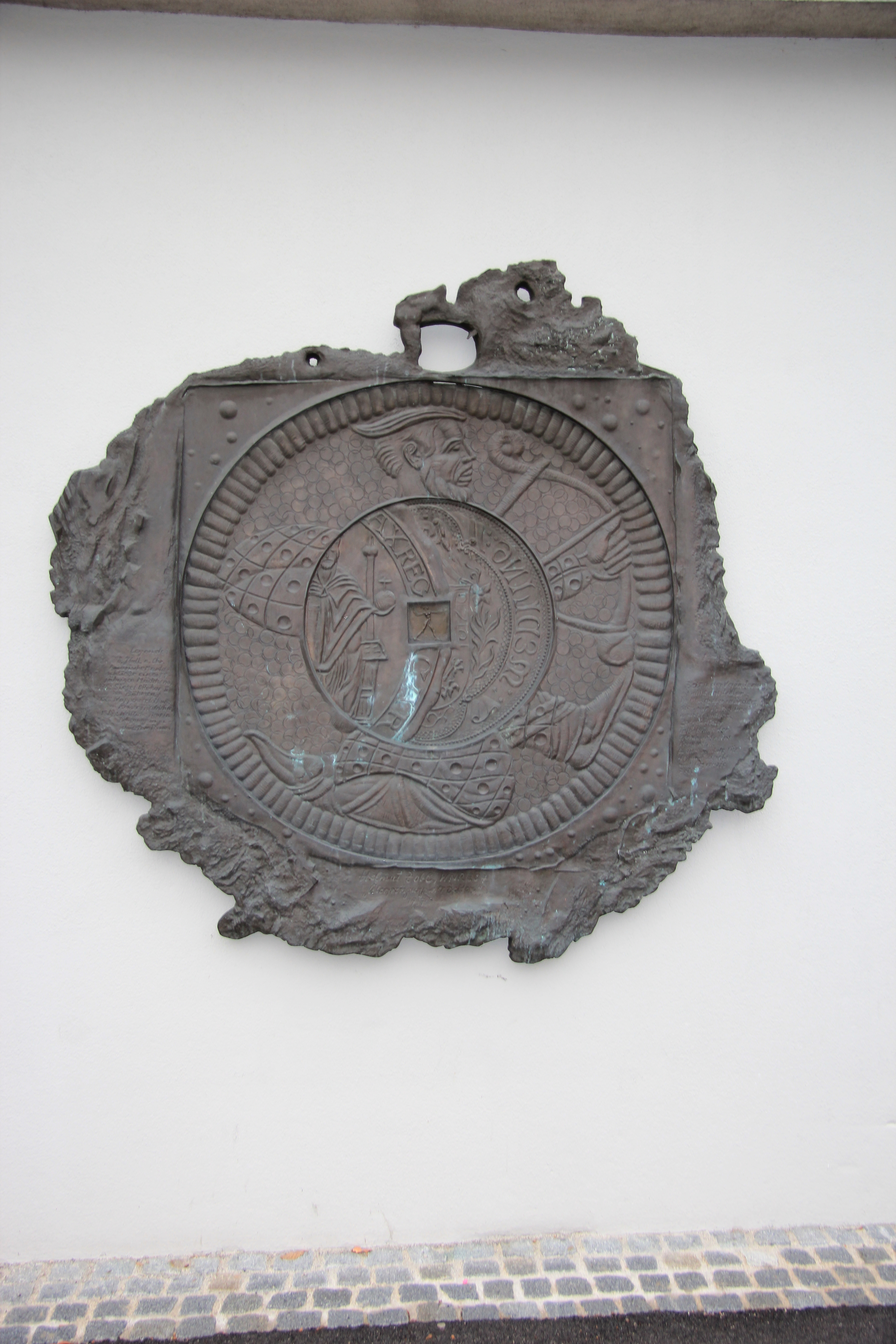
Relief „Überprägung der Zeiten“ in Mödling

Der Salzburger Helmut Zobl studierte zwischen 1960 und 1965 an der Akademie der bildenden Künste Wien bei Ferdinand Welz und Herbert Boeckl, dessen Abendakt er besuchte. Zugleich nahm er 1961 an der Internationalen Sommerakademie Salzburg Oskar Kokoschkas teil. 1967–1970 war Zobl Assistent bei Ferdinand Welz’ Meisterschule für Medaillenkunst. Danach war er als freischaffender Künstler tätig. Seit 1971 ist Zobl Mitglied der Wiener Secession, seit 1994 der Deutschen Gesellschaft für Medaillenkunst. Zobl lebt und arbeitet in Wien.

## Bedeutung
Helmut Zobl gilt als einer der bedeutendsten zeitgenössischen Medailleure Österreichs. Seit 1969 gestaltet er Negativschnitte in Stahl, seit den 1970er Jahren entstanden seine sogenannten Welttaler und es begann seine Beschäftigung mit Prägungen (auch in einem weiteren Sinn). Einer größeren Öffentlichkeit wurde Zobl vor allem durch Entwürfe für mehrere österreichische Schilling-Münzen bekannt (20-Schilling-Münze, 50-Schilling-Münze, 100-Schilling-Münze). In den 1990er Jahren nahm Zobl auch an den Ausschreibungen zur Gestaltung der Euro-Münzen teil, seine Entwürfe wurden aber nicht realisiert. Zahlreiche Medaillen entstanden als Auftragsarbeiten und wurden von den wichtigsten deutschsprachigen Sammlungen angekauft (Münzkabinett des Kunsthistorischen Museums in Wien, Germanisches Nationalmuseum Nürnberg, Salzburger Landesmuseum Carolino Augusteum, Niederösterreichisches Landesmuseum, Tiroler Landesmuseum Ferdinandeum, Albrecht-Dürer-Haus Nürnberg, Münzkabinett Halle an der Saale, Münzkabinett Berlin, Geldmuseum der Österreichischen Nationalbank, Münzkabinett Dresden). Außerdem befinden sich Arbeiten Zobls im Nationalmuseum Helsinki, im Nationalmuseum Kopenhagen, im Statens Historiska Museum Stockholm und im Besitz des österreichischen Unterrichtsministeriums und des Kulturamts der Stadt Wien. Seit den 1970er Jahren nimmt Zobl an Einzel- und Gemeinschaftsausstellungen teil, wie 1974 im Salzburger Museum Carolino Augusteum, 1992 im Numismatischen Institut der Universität Wien, 1995 im Geldmuseum der Österreichischen Nationalbank, 2000 bei der Internationalen Medaillenausstellung in Weimar, 2001 in den Staatlichen Kunstsammlungen Dresden, Albertinum, 2003 im Kunsthistorischen Museum Wien oder 2004 bei der Internationalen Medaillenausstellung in Seixal, Portugal.
Neben der Medaillenkunst ist Helmut Zobl auch in anderen bildnerischen Techniken tätig. Er gestaltet Glasfenster, Tafelbilder und plastische Arbeiten, wie zahlreiche zum Teil bemalte Reliefabformungen und -drucke auf speziellem Büttenpapier. Mittlerweile entstanden über 1200 Werknummern, die regelmäßig in Katalogen publiziert werden.
Zentrales Thema all seiner Arbeiten ist der Mensch. Viele seiner Werke sind vielfigurig und stellen extrem langgestreckte stilisierte Menschen dar, die aufeinander bezogen, gegenseitige Hilfe und solidarisches Handeln in den Mittelpunkt stellen.

## Ehrungen und Preise
- 1973 Förderpreis des Bundesministeriums für Unterricht und Kunst
- 1993 1. Preis bei der 3. Internationalen Medaillenquadriennale in Kremnica, Slowakei
- 1999 Verleihung Berufstitel Professor
- 2002 4. Preis beim Wettbewerb „Fußballweltmeisterschaft in Deutschland 2006“ Berlin (10-Euro-Münze)
- 2003 4. Preis beim Wettbewerb „Erweiterung der Europäischen Union 2004“, Berlin (10-Euro-Münze)

## Werke (Auswahl)
- 1974: Hängekruzifix in der Pfarrkirche Krimml

### Münzen
- 50-Schilling-Münze: Wiener Internationale Gartenschau, 1974
- 100-Schilling-Münze: 50 Jahre Schilling, 1975
- 100-Schilling-Münze: XII. Olympische Winterspiele in Innsbruck, 1976
- 100-Schilling-Münze: 700. Jahrestag der Schlacht bei Dürnkrut und Jedenspeigen, 1978.[2]
- 20-Schilling-Münze: Neun Bundesländer, 1980

### Medaillen
- Medaille Professor Ferdinand Welz, 1965, 80 mm, Bronze
- Hommage á Arcimboldo, 1974, 55 mm, Silber/Bronze
- Kelten-Medaille, 1980, 35 mm, Silber
- Gustav Mahler-Medaille (Verleihungsmedaille der AKM), 1984, 75 mm
- Mozart-Taler, 1991, 65 mm, Silber/Bronze
- 90 Jahre ÖFB, 1993, 65 mm, Bronze
- 90 Jahre FIFA, 1993, 65 mm, Bronze
- 75 Jahre Oberösterreichisches Landesmuseum, 1994, 55 mm, Bronze/Silber
- 100 Jahre Museum Francisco Carolinum, 1994, 55 mm, Bronze/Silber
- 150 Jahre Bundes-Gendarmerie in Österreich, 1996, 55 mm, Bronze/Silber
- Karl Schulz, Kustos der Medaillensammlung am Kabinett Wien, 2001, 56 mm, Silber (16 Stück), Bronze (25 Stück), auf seinen Tod 2000
- Das Museum im Sternenglanz (150 Jahre Landesmuseum Hannover), 2002, 35 mm
- Landgraf Ludwig III., 2003, 35 mm, Silber
- Glückliche Verkettung (Jahresmedaille Deutsche Gesellschaft für Medaillenkunst), 2003, 42 mm, Silber
- Zobl-Welttaler Nr. 10, 2006, 52 mm
- Alpine Peace Crossing, 2007, 40 mm
- 20. Deutscher Numismatikertag, 2007, 42 mm, Silber
- Verein für Münzkunde Nürnberg 1888-2007, 2007, 42 mm, Silber

- Gestaltung der Joseph A. Schumpeter-Preise, Prägung und Statue, 1991–2004